# Stazione di Prato Borgonuovo
Stazione di Prato Borgonuovo vasútállomás Olaszországban, Prato településen.

## Vasútvonalak
Az állomást az alábbi vasútvonalak érintik:
- Viareggio-Firenze-vasútvonal

## Kapcsolódó állomások
A vasútállomáshoz az alábbi állomások vannak a legközelebb:
- Stazione di Prato Porta al Serraglio
- Stazione di Montale-Agliana